# 佐世保小6女児同級生殺害事件
佐世保小6女児同級生殺害事件（させぼしょうろくじょじどうきゅうせいさつがいじけん）は、2004年（平成16年）6月1日、長崎県佐世保市の市立大久保小学校で発生した殺人事件。小学6年生の女子児童（当時12歳）が同級生の女児（当時11歳）により、カッターナイフで首などを切り付けられたうえ殺害された。小学校の中で起きた凄惨な事件の態様などから、日本社会に大きな衝撃を与えた事件であると評されている。
この事件はインターネットに端を発していること、当時警察の情報よりもネット上の情報が先行した点で、情報化社会化した現代を象徴する事件とされた。文部科学省はこの事件を長崎県佐世保市女子児童殺害事件と呼称し、文部科学大臣談話を発表している。

## 概要
出典:
2004年（平成16年）6月1日正午過ぎ、長崎県の佐世保市立大久保小学校において小学6年生の女児（当時12歳）が同級生の女児（当時11歳）にカッターナイフで切り付けられて死亡した。
事件を発見した学級担任は止血を試み、教頭は119番通報をした。駆けつけた救急隊員が教師に現場状況について尋ねたところ、教師が現場付近にいた女児を連れてきた。隊員が被害者がなぜ怪我をしているのかを尋ねると「私がカッターで切りました」と答えたため、警察は女児を佐世保警察署に移動させ事情聴取を行った。
6月8日、長崎家庭裁判所佐世保支部が少年審判を開くことを決定。14日に精神鑑定留置を認め、8月14日までの61日間鑑定留置された。9月15日、長崎家庭裁判所佐世保支部で最後の少年審判が開かれ、加害者を児童自立支援施設送致とし、2004年9月15日から向こう2年間の強制的措置を取れる保護処分を決定した。

## 事件背景

### 家庭環境
加害者は当小学校でも数人しかいないバス通学生であった。「弓有」「うど越」などのバス停を通り「大久保小学校上」バス停で下車して登下校していた。
弓張岳の中腹にある集落で祖母・両親・姉の5人家族で、父親は婿養子であった。父親はかつてギフトセンターに勤務していたが、加害者が2歳になったころに脳梗塞を起こし、リハビリと並行して保険代理店やおしぼりの配達をしていた。父親に代わり、母方の祖母が幼い加害者の面倒を見ていた。草薙厚子は著書『追跡!「佐世保小六女児同級生殺害事件」』で加害者は父親に虐待されていたと記しているが、父親本人は否定しており、毎日新聞記者による取材でも虐待情報は確認されなかった。事件当時、姉は高校生であったが事件を機に中退し、母親と祖母と一緒に故郷を離れ、大学入学資格検定（現在の高等学校卒業程度認定試験）にむけて勉強していたとされる。また、加害者は県立の中学校への進学を目指していたという。
加害者は真面目な性格で遅刻はなく、授業にも積極的であった。できないことには、何度も何度も練習するなど最後まで頑張る姿が見られたという（彼女は跳び箱ができなかったとされる）。彼女は間違っていると思うと許せないタイプであり、友人から悪ふざけを受けると、追いかけたり、倒したり、蹴ったりすることもあった。
友達とよく遊ぶ反面、一人で物思いに耽ることも多かった。教師の側に寄ってきて「何か、することない」という感じで、手伝いを申し入れることもあった。父親は娘である加害者のことを「病気で倒れた時、勇気づけられた。この子がいたから立ち直ったと思っている。とてもかわいい子だ」と評している。家族は彼女を「一人で過ごすことを好む」と評している

小学4年生時の文集には次のような作文を載せている。
また、友人を家に呼んだり、また友人宅を訪問して『ポケモン』や『大乱闘スマッシュブラザーズ』などのゲームで遊ぶこともあった。家には2台のパソコンがあり、そのうち1台が加害者専用のものだった。彼女は両親の寝室の隣に6畳の畳敷きの自分の部屋を持っていて、木目調の洋服ダンスと机が置かれていて、机にはカバンがかけられていた。ベッドにはハローキティの人形が置かれていた。『ボイス』『バトル・ロワイアル』『着信アリ』などのホラー小説を好んで読んでいた。事件の4カ月前には『バトル・ロワイアル』の小説を同級生に貸し出しており、また大石圭の『呪怨』に興味を示し、父親に買ってもらいたいという発言をしていた。一方『耳をすませば』『名探偵コナン』などのアニメも好きであった。やがて、ホラー小説などの影響は、加害女児の現実における行動にも現れるようになっていった。事件の4,5日前に父親に勧められてAmazonでノンフィクションの本を購入している。

#### ウェブサイトとの関わり
学校のクラブ活動では、特技を活かしてコンピューター研究部に所属していた。被害女児とは仲が良く、互いにコミュニティーサイト（カフェスタ）の提供するウェブサイトを運営し、ウェブサイトや他の子を交えた交換日記での付き合いもあった。2人は共に地域のミニバスケットボールクラブに所属し、小学5年生の終わり頃に加害女児は受験勉強を理由にミニバスケットボールクラブを引退している（草薙厚子の著書では辞めさせられたとしている。）。聴取内容から推測する限り、加害児童は納得してミニバスケットボール部を退部したのではないとされる。そのため引退が加害女児にとっての「居場所」を奪い、孤立を深める原因の1つになったとされている。このころから女児はインターネットを唯一安心して自己を表現できる「居場所」にしたとされる。
加害女児の成績は中の上で、おとなしい普通の女子児童であったが、5年生の終わり頃から精神的に不安定になっていったと周囲の人々が語っている。人と話すときに人の目を見なくなり、目を泳がせて落ち着かない素振りを見せることがしばしばあり、また些細なことで逆上し、罵詈雑言を吐いたり、カッターナイフを振り上げるようなこともあった。ちょっかいを出してきた男子児童には笑顔を見せながらも追いかけ回して捕まえると殴ったり、蹴ったり、押し倒して体を踏みつけるなどの暴力を振るって、同級生が慌てて止めに入ると「くそっ」と怒りをあらわにしたが、担任は特に深刻に捉えてはいなかった。また同級生に対して、他の児童とともに集団いじめを行ったりすることもあり。一人で席にいることが多くなった。事件の2か月前に友人宅を訪れたときは暗い様子だったという。
6年に入ってから暴力的な言行が増えていったという加害女児だが、担当の教師からの評判は「遅刻も少なく、授業中も率先して手をあげて質問する積極的な生徒」というものであった。この時期の1月に（カフェスタ）の提供するウェブサイトを開き『バトル・ロワイアル』の同人小説を発表している。学校で将来志望を小説家か漫画家と書いたことがあるという彼女は続編を予定していて、それは6年生のクラスと同じ人数の38人が殺し合いをするストーリーで、各キャラクターモデルや名が同級生に似ているといい、被害女児と同姓の登場人物も描かれており、物語の中で殺害されているという。
2004年（平成16年）5月下旬頃、遊びで被害女児が加害女児をおんぶしたとき、被害女児が加害女児に「重い」と言い、加害女児は腹を立て「失礼しちゃうわ」と言った。加害女児は冗談を深刻に受け止めてしまったとみられる。その後、被害女児は自分のウェブサイトに「言い方がぶりっ子だ」と書いた。それを見た加害女児は、予め交換していたパスワードを使って被害女児のウェブサイトに侵入し、その記述を削除した。しかしその後、再び同様の書き込みをされ、加害女児は被害女児に殺意を抱いた。被害女児は自分の掲示板が不正に書き換えられたことについて
と書いた。それを受けて加害女児は、被害女児のネット上のアバターを消去した。
被害者がブログでウェブサイトが改ざんされたことを報告した。その後、加害者が再び被害者のウェブサイトに侵入、初期化した。被害者がブログでウェブサイトが初期化されたことを報告している。
ほかにも、同時期に加害者と被害者の他数人で回していた手書きの交換日記を巡ってトラブルが起きた。加害者が使っていた表現を他の参加者が真似したところ、加害者がその表現の使用を禁止すると主張した、というようなものである。この主張に対し、被害者が反論したことで、加害者と被害者の決裂は決定的なものになった。事件のわずか前に被害女児を通じて退会を求められていたという。

#### 診断結果
長崎家庭裁判所の審判決定要旨「加害女児の人格的特性」では加害者の「対人的なことに注意が向きづらい特性」などが挙げられたが、広汎性発達障害などの診断を下すことは慎重に回避された。初回の鑑定では福岡県の精神科病院の院長が加害者を鑑定した。その後、彼女は国立きぬ川学院入所後に（広汎性発達障害・アスペルガー症候群）と診断された。2004年暮れの面接では、精神科医らに「この花分かる」と言われて菜の花を見せられたが「家の近くで見たかもしれませんが、思い出せません」と回答した。次にヒマワリを見せられたが、こちらも「見たことがあるけど分かりません」と答えた。他にモンシロチョウやカブトムシも見せられたが答えることはできなかった。彼女を鑑定した精神科医らは「絵や字を見て知的に問題なく、むしろある部分で非常に発達した能力があると思ったが、問診の結果、年齢相応の基礎知識が欠落していると分かった」と話している。一方で、昭和大学医学部精神医学講座主任教授を務める岩波明医師は、加害女児に下された発達障害の診断は誤診だと指摘している。加害女児には被害者を含めた同年代の友人がおり、交換日記やウェブチャットなどで仲間とも交流していたことから、岩波医師は「アスペルガー症候群の『対人関係の障害』の診断基準を満たす特徴は見いだせない」としている。
発達障害の特性が非行に直結するとは断言できないが、昭和大学教授の加藤進昌はアスペルガー障害が犯罪に直結するというような理解は誤りだと前置きした上で、いくつかの動機が理解しがたい「突き抜けた」犯罪で、その障害特性との関連が注目されるとしている。神戸連続児童殺傷事件、豊川市主婦殺人事件、長崎男児誘拐殺人事件、そして佐世保女子高生殺害事件の犯人もアスペルガー症候群もしくは自閉症スペクトラム障害を持っていたとされる。

#### 5年時の担任
加害児童が5年時の文集に好きな本として、ボイスと『バトル・ロワイアル』を書いていたことについて「当時気付いていなかった。事件後に報道でこのことを知り、改めて昨年度の文集を見て、事実であることを確認した」と聴取に答えている。

#### 担任
当時2人の担任を務めていた男性教諭は、その後、2014年に雲仙市の小学校で、道徳の授業参観が始まる前の休み時間中、担任する6年生の男子児童に「ゲームで負けたら窓から飛び降りて」と発言し、市教委から文書訓告の処分を受けている。

### 被害者
被害者は毎日新聞佐世保支局長の娘で、市中心部に近い支局の3階の支局長住宅で父親と次男の3人で暮らしていた。長男は徳島県の大学へ進学していて、母親は事件の3年前に亡くなっている。被害者は小学4年生のころ長崎から佐世保へ引っ越してきた。被害者は学校では映画研究クラブに所属しており、それに加えて加害者と同じ大久保小学校のミニバスケットボールクラブにも入っていた。父親は加害者と数回接している。1度目は小学4年生の時に総合学習で地元佐世保を調べるということで、父親が娘と加害者を含めた数人を車に乗せて弓張岳と烏帽子岳を回ったときで、はきはきした猫が好きな女の子という印象であったという。2度目は2003年の秋、娘がミニバスケットボールクラブを辞めようとしていたときで、退部を申し出るために小学校に娘と行ったところ部活中の加害者がいて「○○ちゃん（被害者）、よくきたねぇ」と声をかけられたという。加害者は笑顔で、娘もうれしそうであったという。3度目は2004年（平成16年）ごろ、自宅に加害者がやってきて娘とパソコンを使っていたという。その時、加害者は椅子に座らず膝立ちで娘の横にいたという。ほかにもよく食卓で加害者の明るい話題が上がっていたという。加害者と被害者はパソコンという共通の趣味を持っていて、被害者はパソコンが得意であった加害者を師匠のように見ていた。
事件当時中学3年生であった兄は、5時間目の授業が急に自習になり、担任から突然呼び出されて事件を伝えるYahoo!ニュースの記事のコピーを手渡されたという。しかし、コピーを渡されたときに確信はないものの、加害者のことが思い浮かんだという。事件前、妹からトラブルを聞いていたからだとされる。
兄は1、2回加害者と会ったことがあるという。自宅に妹の友人がよく遊びに来ていて、その中に加害者もいたという。話も合うし、からみやすい少女でゲームの話をしたり『大乱闘スマッシュブラザーズDX』を一緒に遊んだという。事件の2日前の運動会でも、ビデオカメラを回していた兄に加害者がちょっかいをかけたという。ニコニコしながらやってきて、ポーンと頭をはたいて逃げていったというが、被害者の他のクラスメートもよく同じようにちょっかいをかけてきたという。
また、兄は「もし彼女が謝罪に来るのなら、会うのが怖いという感情は僕にはない。きちんと会うべきだと思う。僕も相手も、対等な関係で。自分のしたことを全く理解できていない当時に謝られても、どう思えばいいか分からないけれど、自分がやったことが分かっているはずの今、きちんと謝ってほしい。その方が、スッキリする。逆に、施設から出た後に、会わせられる状態にないというのなら、それは国が再教育に失敗したんだってぐらいに僕は思っています」とコメントしている。

## 事件の発生状況
出典:
6月1日2時間目の休み時間、被害者は交換日記を抜けたいという趣旨のメモを友人に渡した。午前中にこのメモが加害者に届けられた。加害者は友人に「なんなら全部やめちゃえば」と伝えた。
12時15分に授業が終了し、給食の準備が始まる。加害者は15分から35分の間に被害者を6年生の教室から北に約50メートル離れた学習ルームに「態度が生意気」「ちょっとおいで」と言って呼び出し、そこでカーテンを閉めて椅子に座らせ、手で目を隠し背後から首と左手を切りつけた。被害者は椅子から立ち上がり、両手を振って抵抗したが、加害者は何度も切りつけたという。手の甲の傷もこの際、付いたとみられる。被害者が倒れた後、すぐには現場を離れず、教室に戻るまでの約15分間、手に付いた返り血をハンカチでふいたほか、被害者の顔をのぞき込んだり、体を触ったりして、動かないことを確認したという。
被害者の首の傷は深さ約10センチ（普通の大人の首の太さは直径で13 - 15cmぐらい）、長さ約10センチメートルになり、左手の甲には、骨が見えるほど深い傷（防御創）があったという。
12時35分、「いただきます」の唱和時に、担任が加害者と被害者が教室にいないことに気づく。その直後、廊下から走る音が聞こえ、加害者が返り血を浴びた服のまま入口にたたずんでいた。黙りこくる加害者の手にはカッターナイフと血で濡れたハンカチが握られていて、ズボンの裾は水に漬かったように濃さを増していた。担任はすぐに加害者からカッターナイフを取り上げた。当初、担任は加害者が怪我を負っているのだと思い、手を広げさせたが怪我はなかった。担任が強い調子で加害者に事情を尋ねると「私の血じゃない。私じゃない」と呟いた（「私じゃない...私じゃない！私じゃない！」と叫んだという証言もある）。加害者は学習ルームの方向を指さした。担任が現場に駆け付けると、被害者が倒れているのを視認した。担任は「救急車！救急車！救急車！」と叫んで、被害者を抱きかかえながら止血を試みる。叫び声を聞いた3年教室の教師が職員室へ駆け込み、教頭に報告した。教頭は状況を理解できず、自ら現場に赴いた（教頭は現場へ向かう途中で加害者とすれ違っている）。担任到着時には被害者はまだ息をしていた。学習ルームには血が飛び散り、壁にも点々と血が付着していた。入口付近には折れたカッターナイフの刃が落ちていた。また、被害者の眼鏡が机の上に置かれていた。

## 事件後の経緯

### 対応
12時43分、現場の惨状を目の当たりにした教頭が119番通報した。教頭は動転のあまり市消防局指令課に状況をうまく説明できなかったが、学校から約4km離れた派出所から救急車が出動した。ほぼ同時に、被害者の父親にも連絡を入れた。被害者の父親はタクシーで学校に向かった。救急車が到着しないことに焦りを覚えた教頭は12時50分にも再び119番通報し、教師らは各教室の扉とカーテンを閉め、凄惨な光景を遮断した。
12時51分に救急車が到着すると、救急隊員が関係者から事情を聴いて回った。救急隊員は病院への搬送を断念し、被害者の死亡を確認して佐世保警察署に連絡した。
12時59分、被害者の父親が学校に到着した。

### 加害者特定・事情聴取
加害者は教師らが学習ルームに集まっている間、廊下にたたずんでいた。興奮状態のまま2階に下りようとしていた加害者を見つけた教師が彼女を落ち着かせようと階段に座らせたが、彼女が加害者だとは気づかなかった。うつむいた加害者は泣きそうな顔つきで声を震わせて、独り言のように「救急車を呼んで。○○さん（被害者）が死んじゃう」と教師に告げた。さらに「私、どうなっちゃうの...」と呟き、教師は彼女をなだめた。教師は加害者を1階の保健室に連れていき、手を洗わせ、洋服を着替えさせた。足に付いた血は正面玄関わきの洗い場で洗い落とした。救急隊員が「だれか詳しいことを知っている人はいませんか」と尋ねたところ、一人の教師が加害者を連れてきた。隊員が被害者がなぜ怪我をしているのか尋ねると「私がカッターで切りました」とあっさりと答えた。警察は40分かけて校長室で事情聴取した。加害者は「土曜日に殺そうと準備して（代休の）月曜日に殺そうとしたけれど、バレると思って今日にした」「死ぬまで待って、バレないように教室に戻った」「千枚通しで刺すか、首を絞めるか、迷ったけれど、もっと確実なカッターナイフにした」「左手で、目隠しをして切った」と話した（後に加害女児が殺人前夜に見たTBS系列（同県ではNBC長崎放送で放映）テレビドラマ『ホステス探偵危機一髪6』にカッターナイフで人を殺害する場面があり「これを参考に殺人を計画した」と供述している）。
16時ごろ、6年生を除く全児童が集団下校した。6年生は14時から、5か所に分かれて1人15分程度事情聴取を受けていた。18時ごろに調書が出来上がり、保護者の入場と6年生児童の下校が認められた。出張先から戻った校長が保護者に事態を説明した。
警察は20時30分に殺人事件だと発表。被害者の父親は21時より記者会見を開いた。
22時30分、加害者は警察署内の女性職員休憩室で就寝。翌6月2日8時ごろに加害者が起床すると、弁当を食べてから任意の事情聴取が再開された。
6月2日午後、佐世保児童相談所の中村正則所長と長崎県教育委員会の立石曉教育長が記者会見を開いた。中村所長が「面談の印象でいうと、ごく普通の女の子。我々と会話もでき、ごく普通の家庭に育っている。このギャップに驚いています」と切り出し「事件当日は緊張と不安が残っていました。両手で顔を覆ったり、泣きながら話したり」と話した。さらに「本人は問題なく育っている。成績もよく、頑張り屋だった」と両親からの聴取も踏まえて話した。しかし、少女の印象について「思ったことを、うまく表現できていない子。困ってもはっきり『ノー』ともいえないような感じです」とも付け加えた。インターネット上の掲示板で嫌なことを書き込まれて、書き込みをやめてほしいというやり取りが二人の間にあったことも明かされた。佐世保児童相談所は加害者を家庭裁判所に送致した。これを受けて長崎家庭裁判所佐世保支部は即日、観護措置処分を決定、その日のうちに佐世保警察署から長崎少年鑑別所に移送された。また、長崎県弁護士会は付添人に迫光夫・川添志・山元昭則の三人の弁護士を選定した。事件当日に佐世保警察署で山元弁護士が、6月3日に長崎少年鑑別所で川添・迫両弁護士がそれぞれ接見した。
6月3日、長崎少年鑑別所で加害者と弁護士が接見した。加害者は水色のブラウスに、えんじ色のジャージ姿だった。加害者は少年鑑別所で一人部屋を与えられ、22時ごろ就寝する生活を送っていた。夕食にはご飯と煮物を、朝食にはご飯、みそ汁と少しのおかずが提供され、彼女はほとんど残すことなく食べた。自由時間には法務技官が差し入れた「赤毛のアン」を読んだりした。接見では「家族や友だちで、だれか相談できる人はいなかったの」という弁護士の問いに対し「ひとりで悩んで、ひとりで考えていた」と答えた。また「あなたは自分のことをどう思うの」という問いには「自分は仲間」と、はにかみながら答えた。どのように仲間なのか掘り下げると「いろいろな意味で」と答えた。加害者は事件について弁護士に「なんでやったのかな。よく考えて行動すればこんなことにならなかった」と答えた。その一方で、警察による事情聴取では「数日前から殺害方法を考えていた」とも話していた。「○○さん（被害者）にはどんな気持ちなの」という問いには「会って謝りたい」と答えた。「あなた自身はこれからどういう人生を送りたいの」という問いには「...普通に暮らせればいいんだけれど」と答えた。迫弁護士は加害者の印象について「非常に幼いな、と。小学6年生なのに、見たところ小学4年生ぐらいの印象を受けた。この子があんなことを、と非常に意外な感じをもった」とコメント。川添弁護士も「幼いという印象は、確かに私にもあった。背もそれほど高くないし、表情も幼い。ただ、付添人の選任届にサインしてもらった字は、しっかりした字を書いていたので、その意味では表情ほど幼くないのかもしれない」とコメントした。加害者は自分の両親について「お父さんとお母さんに迷惑をかけた。謝りたい」と話した。弁護士は精神鑑定は不要で、全く正常に見えたとコメントした。
6月4日16時ごろ、加害者は鑑別所で両親と面会した。父親が「元気にしているか」と尋ねると、加害者は小さくうなずいた。彼女は終始うつむいていた。母親は涙を流していた。父親が「毎晩手を合わせて拝むんだよ」と言い聞かせ、面会は終了した。
6月7日19時ごろ、佐世保市役所で被害者の父親の代理人が記者会見を開いた。遺族の手記を発表した。

### 少年裁判・精神鑑定
同年6月8日に長崎家庭裁判所佐世保支部が出した決定により、少年審判が開かれることになり、翌6月9日に付添人が記者会見を開き、加害者への精神鑑定を行う意向を示した。また、加害者が運営していたウェブサイトやミニバスケットボール部退部の経緯について説明した。
6月14日15時ごろ、長崎少年鑑別所で出張審判が開廷した。加害者は、すみれ色のブラウスにえんじ色のジャージ姿だった。この日は精神鑑定の実施を決めて閉廷した。家庭裁判所が決めた鑑定留置期間は8月14日までの61日間であった。
6月23日、付添人が精神鑑定中の加害者の様子などについて発表した。加害者の両親が遺族へあてた手紙を読み聞かせた際、加害者は大粒の涙を流し「どのように謝っていいのか」と話していたことを明らかにした。8月24日には少年審判の意見陳述が行われたほか、鑑定留置期間が1か月延長され、9月14日までとなった。
学校では7月20日にお別れ会が開かれた。

### 司法判断・児童自立支援施設へ送致
同年9月15日10時30分より、長崎家庭裁判所佐世保支部201号法廷で最後の少年審判が開かれた。出廷したのは、長崎家庭裁判所佐世保支部の小松平内裁判長、上田・進藤両判事補、家庭裁判所調査官5人、少年鑑別所職員2人、付添人3人、加害者の両親。加害者は白地にチェック柄のシャツにジーンズをはいていた。加害者を児童自立支援施設送致とし、9月15日から向こう2年間の強制的措置を取れる保護処分を決定した。
翌9月16日、加害者は9時50分に長崎少年鑑別所を訪れた両親及び付添人3人と面会したのち、4人の職員とともに車に乗り午後に同鑑別所を出発した。長崎空港からANA668便に搭乗、18時に羽田空港に到着した。移送時、一般搭乗開始前に機体最後尾から搭乗した。羽田空港からは陸路で国立きぬ川学院へ移動し、21時18分に到着した。

## 家庭裁判所の審判

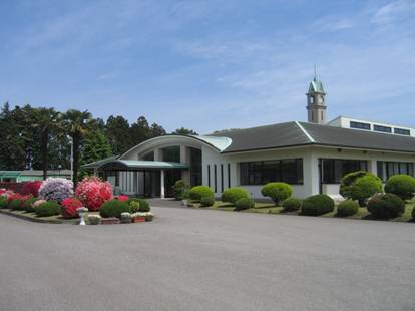
国立きぬ川学院（栃木県塩谷郡氏家町（現在のさくら市））

2004年（平成16年）9月15日、長崎家庭裁判所は、3か月におよぶ、少年事件では異例の精神鑑定を踏まえて、加害女児に対して最長で2年間までの行動の自由を制限する措置を認めた上で、国立の児童自立支援施設である国立きぬ川学院（栃木県塩谷郡氏家町〈現：さくら市〉）への送致を決定した。精神鑑定によれば、加害女児は情緒面で同世代に比べて著しい遅れがあるが、障害とみなすべきものではなかったとされる。
- 対人的なことに注意が向きづらい特性
- 物事を断片的に捉える傾向
- 抽象的なものを言語化することの不器用さ
- 聴覚的な情報よりも視覚的な情報の方が処理しやすい

## 政治家による発言
2004年（平成16年）6月4日、当時の内閣府特命担当大臣（防災）井上喜一が、本事件について「元気な女性が多くなってきたということですかな」などの発言を行った。この発言を受けて、当時の財務大臣谷垣禎一が、6月5日に岡山市で行った講演で「弁護するわけではないが、私の若い頃は、放火は女性の犯罪。もちろん男もあるが、どちらかというと女の犯罪。カッターナイフで切るのは原則的に大人の男の犯罪」と述べ、共に不適切な発言として批判された。6月10日、井上は発言を撤回した。

## 影響

### 小学校への影響
被害者家族、学校関係者や惨状を目の当たりにして心的外傷後ストレス障害（PTSD）を負った救急隊員に、惨事ストレスやサバイバーズ・ギルトの兆候が見られる状態になった。

### メディアへの影響

#### ドラマの放送自粛
加害女児は前日の夜にTBSテレビ系にて放送されたテレビドラマ『ホステス探偵危機一髪6』を視聴、同放送回の内容を受けて「これを参考に殺人を計画した」と供述したことから、テレビ東京系列で同年6月9日に放送予定だった『警視庁心理分析捜査官・崎山知子』の第2話、NHK教育テレビジョンで6月5日に再放送予定だった『中学生日記 わたしたちの名前はどの辞書にも載っていない』、フジテレビ系で同月4日に放送予定だった『結婚相談員 末永卯月の推理案内状 地獄の花嫁』が放送中止、延期されるなど、各テレビ局が事件を連想させるシーンのあるドラマの放送を自粛する事態にもなった。

### その他への影響

#### 模倣事件の発生
2004年（平成16年）8月上旬、佐賀市の小学校で6年生の女児が同級生の女児の腕にカッターの刃を押しあてるなどのいじめが起きていた。佐賀市教育委員会は佐世保小6女児同級生殺害事件を真似たものとみている。校長は当初、教育委員会に報告しておらず、佐賀市教育委員会は校長に対し口頭で厳重注意をした。 27日、文部科学省は公立小学校における校内暴力の実態調査が行い、2003年（平成15年）の校内暴力の件数が前年度比27.7％増の1600件にのぼったとする調査結果を発表した。当事件も踏まえ「憂慮すべき事態で、感情の抑制についての指導を強めたい」としている。

#### 被害者遺族と書籍
事件当時、被害女児の父親は毎日新聞佐世保支局長だった。事件直後の記者としての職業意識と愛娘を亡くした父親との立場で揺れ、連日の事件報道について「（娘である被害者の）名前や写真が出ると、事件を突き付けられるよう」「勝手なことなのですが『もう名前や写真を出さなくてもニュースや記事として成り立つのでは』と思ってしまいます」とコメントした。 また被害女児の父親の直属の部下だった毎日新聞記者の川名壮志は、被害女児の兄の言葉を引用して『謝るなら、いつでもおいで 佐世保小六女児同級生殺害事件』（集英社のち新潮文庫）というタイトルの書籍を著している。

## その後

### 送致後
国立きぬ川学院送致後の女児は、問題を起こしたり反抗的態度を見せたりすることもなかったといい、模範的な生徒であったという。国立きぬ川学院では、少年審判結審前から加害者が入所することが明らかだったので、他の入所者の暮らす建物とは別に専用棟の建設を始め、2004年（平成16年）末に完成した。完成前は自立寮と呼ばれる建物で暮らしていた。
2005年（平成17年）3月に、女児は施設内の分校である、さくら市立氏家中学校うの花分教室で卒業式を迎えた。分教室の紺色のブレザーに、プリーツスカートという服装だった。なお、学籍は大久保小学校のままだったため、大久保小学校卒業の扱いとなった。加害者の親や職員らが十数人参列した。当初は大久保小学校の校長が国立きぬ川学院へ赴いて卒業証書を渡す予定だったが、結局佐世保児童相談所の職員が手渡すことになった。
入所初期の頃は女児に集団生活をさせず、専用棟で矯正教育や精神科医・臨床心理士による各種心理検査が行われるのみで、徐々に集団生活に移行していった。2005年（平成17年）4月22日には、女児にとって初の団体行事となる「羽黒山登山遠足」に参加した。紺色のジャージズボンに白のトレーナーを着て、赤いリュックサックを背負っていた。彼女の髪の毛は以前より少し伸びていた。登山中に「大丈夫か」と問われ「はい、大丈夫です。頑張ります」と答えた。5月13日には施設の恒例行事である園遊会に参加した。
施設を訪れた両親との面会では、女児は冷静な態度を見せたという。世間話などはするものの、両親が帰った後は何事もなかったかのように過ごし、ホームシックにはならなかったという。一方で、面会中に姉から優しい言葉をかけられたとき、女児は笑顔を見せたという。女児は2008年春、施設内の中学校を卒業して、児童自立支援施設を退所、社会復帰した。

### 類似事件との混同
当事件の10年後、同じく佐世保市で佐世保女子高生殺害事件が起こる。お互いに社会の耳目を集めた事件であるため、似た事件としてウェブサイト上で混同されることがある。

## 小学校の道徳活動
大久保小学校では、事件のあった6月1日を「命を見つめる日」と定め、毎年、事件を教訓に道徳教育を行っている。事件現場である教室は改修工事が行われ、現在は「いこいの広場」となっている。
事件翌年に赴任した校長の秋山団一の発案で、校長室には被害者の使用していた机と椅子が保管されており、事件を風化させないように歴代の校長が引き継いでいる。校長（2022年6月時点）の蒲川法子は必ず目に入届くようにと校長室の入り口付近に設置し「校長室で保管ができる限り続けてほしい」と語っている。

## 事件記録廃棄問題
2022年（令和4年）当事件すべての記録が廃棄されていることが発覚した。同年10月20日に神戸家庭裁判所が神戸連続児童殺傷事件に関する記録を廃棄していたことを発表した。これを発端に最高裁は重大少年事件を含む事件記録が各地の裁判所で廃棄されていることがあるとして捜査を行い、少年事件53件、民事裁判35件が廃棄されていたことが発覚した問題。
10月24日、神戸家裁の一件を受け、報道機関からの問い合わせがあり調べたところ、長崎県の重大少年事件を含む事件記録について長崎家裁佐世保支部が当事件と長崎男児誘拐殺人事件の2件全ての記録を2019年（平成31年）2月28日に廃棄していたことが発覚した。
2023年（令和5年）6月25日、最高裁は調査報告書を公表した。報告書では長崎家裁佐世保支部の担当者は当事件を「特別保存」にすべきと考えていたが、相談を受けた長崎家裁本庁の管理職職員は「全国的に社会の耳目を集めた事件ではなく、地域限定的な事件という印象」と判断し、特別保存にする必要がないとして家庭裁判所所長に報告をせず、そのまま廃棄された。

記録の廃棄について相談を受けた管理職は、本件を報道で知っており、番号27の事案よりは社会の耳目を集めたという認識であったが、地域限定的な事件との印象を受けており、全国的に社会の耳目を集めた 事件ではなく、2項特別保存の要件に該当せず、特別保存に付す必要もないと考えた。複数の職員が当該記録の存在を認識していたが、所長に相談等されることはなく、廃棄に至っている。
裁判所の記録の保存・廃棄 の在り方に関する調査報告書（本体）より

※番号27の事案とは長崎男児誘拐殺人事件のこと